# Quarante-et-unième circonscription de la Seine
La Quarante-et-unième circonscription de la Seine est l'une des neuf circonscriptions législatives que compte le département français de la Seine, situé en région Île-de-France.

## Description géographique
La Quarante-et-unième circonscription de la Seine était composée de:
- commune d'Aubervilliers
- commune de La Courneuve
- commune de Stains

## Description historique et politique

### Historique des députations
| Législature | Début de mandat | Fin de mandat  | Député         | Parti politique | Observations                                                                             |
| ----------- | --------------- | -------------- | -------------- | --------------- | ---------------------------------------------------------------------------------------- |
| Ire         | 9 décembre 1958 | 9 octobre 1962 | Waldeck Rochet | PCF             | Mandat écourté à la suite d'une dissolution parlementaire décidée par Charles de Gaulle. |
| IIe         | 6 décembre 1962 | 2 avril 1967   | Waldeck Rochet | PCF             |                                                                                          |

## Historique des élections

### Élections de 1958
| Candidat       | Candidat           | Parti          | Premier tour | Premier tour | Second tour | Second tour |  |
| Candidat       | Candidat           | Parti          | Voix         | %            | Voix        | %           |  |
| -------------- | ------------------ | -------------- | ------------ | ------------ | ----------- | ----------- |  |
|                | Waldeck Rochet élu | PCF            | 23 233       | 47,89        | 25 409      | 52,59       |  |
|                | Christian Gantois  | UNR            | 11 457       | 23,62        | 22 903      | 47,41       |  |
|                | Roger Daugeron     | MRP            | 6 513        | 13,43        | Retrait     | Retrait     |  |
|                | Clément Méda       | SFIO           | 5 146        | 10,61        | Retrait     | Retrait     |  |
|                | Marcel Maubon      | CRR            | 1 183        | 2,44         |             |             |  |
|                | Louis Richard      | UFF            | 981          | 2,02         |             |             |  |
|                |                    |                |              |              |             |             |  |
| Inscrits       | Inscrits           | Inscrits       | 61 558       | 100,00       | 61 566      | 100,00      |  |
| Abstentions    | Abstentions        | Abstentions    | 11 454       | 18,61        | 11 956      | 19,42       |  |
| Votants        | Votants            | Votants        | 50 104       | 81,39        | 49 610      | 80,58       |  |
| Blancs et nuls | Blancs et nuls     | Blancs et nuls | 1 591        | 3,18         | 1 298       | 2,62        |  |
| Exprimés       | Exprimés           | Exprimés       | 48 513       | 96,82        | 48 312      | 97,38       |  |

Le suppléant de Waldeck Rochet était André Karman, conseiller général, maire d'Aubervilliers.

### Élections de 1962
|                | Waldeck Rochet sortant réélu | PCF            | 28 278 | 64,21  |  |  |  |
|                | Lucien Poisson               | UNR-UDT        | 12 419 | 28,2   |  |  |  |
|                | Jean Fontaine                | MRP            | 3 345  | 7,6    |  |  |  |
|                |                              |                |        |        |  |  |  |
| Inscrits       | Inscrits                     | Inscrits       | 61 540 | 100,00 |  |  |  |
| Abstentions    | Abstentions                  | Abstentions    | 16 224 | 26,36  |  |  |  |
| Votants        | Votants                      | Votants        | 45 316 | 73,64  |  |  |  |
| Blancs et nuls | Blancs et nuls               | Blancs et nuls | 1 274  | 2,81   |  |  |  |
| Exprimés       | Exprimés                     | Exprimés       | 44 042 | 97,19  |  |  |  |

Le suppléant de Waldeck Rochet était André Karman, conseiller général, maire d'Aubervilliers.